# Giải thưởng Âm nhạc Mỹ cho Ban nhạc/Cặp đôi/Nhóm nhạc Đồng quê được yêu thích nhất
Giải thưởng Âm nhạc Mỹ cho hạng mục Ban nhạc/Cặp đôi/Nhóm nhạc Đồng quê được Yêu thích Nhất bắt đầu được trao tặng kể từ năm 1974.
Hạng mục này tôn vinh những ban nhạc/cặp đôi/nhóm nhạc Đồng quê xuất sắc của năm trước đó (từ 2003 trở đi khi các giải thưởng đã được trao vào tháng 11 cùng năm).
Ban nhạc giành được chiến thắng nhiều nhất trong hạng mục này là Alabama với tổng cộng 17 lần thắng.

## Thập niên 2010
- Giải thưởng Âm nhạc Mỹ năm 2011
  - Lady Antebellum
- Giải thưởng Âm nhạc Mỹ năm 2010
  - Lady Antebellum

## Thập niên 2000
- Giải thưởng Âm nhạc Mỹ năm 2009
  - Rascal Flatts
- Giải thưởng Âm nhạc Mỹ năm 2008
  - Rascal Flatts
- Giải thưởng Âm nhạc Mỹ năm 2007
  - Rascal Flatts
- Giải thưởng Âm nhạc Mỹ năm 2006
  - Rascal Flatts
- Giải thưởng Âm nhạc Mỹ năm 2005
  - Brooks & Dunn
- Giải thưởng Âm nhạc Mỹ năm 2004
  - Brooks & Dunn
- Giải thưởng Âm nhạc Mỹ năm 2003 (tháng 11)
  - Alabama
- Giải thưởng Âm nhạc Mỹ năm 2003
  - Dixie Chicks
- Giải thưởng Âm nhạc Mỹ năm 2002
  - Brooks & Dunn
- Giải thưởng Âm nhạc Mỹ năm 2001
  - Dixie Chicks
- Giải thưởng Âm nhạc Mỹ năm 2000
  - Brooks & Dunn

## Thập niên 1990
- Giải thưởng Âm nhạc Mỹ năm 1999
  - Alabama
- Giải thưởng Âm nhạc Mỹ năm 1998
  - Alabama
- Giải thưởng Âm nhạc Mỹ năm 1997
  - Brooks & Dunn
- Giải thưởng Âm nhạc Mỹ năm 1996
  - Alabama
- Giải thưởng Âm nhạc Mỹ năm 1995
  - Alabama
- Giải thưởng Âm nhạc Mỹ năm 1994
  - Alabama
- Giải thưởng Âm nhạc Mỹ năm 1993
  - Alabama
- Giải thưởng Âm nhạc Mỹ năm 1992
  - Alabama
- Giải thưởng Âm nhạc Mỹ năm 1991
  - Alabama
- Giải thưởng Âm nhạc Mỹ năm 1990
  - Alabama

## Thập niên 1980
- Giải thưởng Âm nhạc Mỹ năm 1989
  - Alabama
- Giải thưởng Âm nhạc Mỹ năm 1988
  - Alabama
- Giải thưởng Âm nhạc Mỹ năm 1987
  - Alabama
- Giải thưởng Âm nhạc Mỹ năm 1986
  - Alabama
- Giải thưởng Âm nhạc Mỹ năm 1985
  - Alabama
- Giải thưởng Âm nhạc Mỹ năm 1984
  - Alabama
- Giải thưởng Âm nhạc Mỹ năm 1983
  - Alabama
- Giải thưởng Âm nhạc Mỹ năm 1982
  - The Oak Ridge Boys
- Giải thưởng Âm nhạc Mỹ năm 1981
  - The Statler Brothers
- Giải thưởng Âm nhạc Mỹ năm 1980
  - The Statler Brothers

## Thập niên 1970
- Giải thưởng Âm nhạc Mỹ năm 1979
  - The Statler Brothers
- Giải thưởng Âm nhạc Mỹ năm 1978
  - Conway Twitty & Loretta Lynn
- Giải thưởng Âm nhạc Mỹ năm 1977
  - Conway Twitty & Loretta Lynn
- Giải thưởng Âm nhạc Mỹ năm 1976
  - Donny & Marie Osmond
- Giải thưởng Âm nhạc Mỹ năm 1975
  - Conway Twitty & Loretta Lynn
- Giải thưởng Âm nhạc Mỹ năm 1974
  - The Carter Family